# یوهان دیمونت
یوهان دیمونت (انگلیسی: Yohan Demont؛ زادهٔ ۱۵ مهٔ ۱۹۷۸) بازیکن فوتبال اهل فرانسه است.
از باشگاه‌هایی که در آن بازی کرده‌است می‌توان به باشگاه فوتبال آژاکسیو و باشگاه فوتبال لانس اشاره کرد.